# Klärung (Getränketechnologie)
Klärung, auch Vorklärung, im Weinbau Klären, nennt man bei der Herstellung von Getränken das Entfernen von unlöslichen Trübungen und anderen Schwebeteilchen.
Es lassen sich vier Methoden unterscheiden.
- Schwerkraft: Dekantieren nach dem „natürlichen“ Absetzen der Schwebstoffe. Im Weinbau wird dieser Vorgang als Abstich bezeichnet.
- Mechanische Separation: etwa mittels Zentrifugen oder im Separator, auch Filtrieren wird zur mechanischen Separation eingesetzt (Klarfiltration). Dabei kommt Kieselgur, Zellulose, Asbest oder Perlit als Filtereinsatz zur Anwendung.[1] Bentonite und andere geschmacksneutrale Filtermassen sind ebenfalls geeignet.  Auch die Filtration durch Membranen wird angewendet, hierbei kann gleichzeitig eine Sterilisation der Flüssigkeit erreicht werden.
- Physiko-chemische Trennverfahren: Schönung, oft durch die Zugabe von Eischnee gegen die Hefetrübung beim Wein
- Enzymatisch können die unlöslichen Polyzucker wie Stärke in lösliche Zucker umgewandelt werden oder unlösliche Proteine gespalten werden.[2]

Die Klärung spielt bei der Herstellung von Wein, Bier und Fruchtsaft, aber auch bei der Schnapsdestillation eine Rolle, weil Trubstoffe den Geschmack negativ beeinflussen können.